# Karabin maszynowy Fiat-Revelli Mod. 1935
Fiat-Revelli M1935 – włoski ciężki karabin maszynowy.
W pierwszej połowie lat 30. podstawowym ckm-em armii włoskiej był M1914. Ponieważ nie była to zbyt udana konstrukcja postanowiono zastąpić go nowym typem karabinu maszynowego. Ostatecznie wybrano propozycję koncernu Fiat który zaproponował modernizację starych cekaemów M1914.
Karabiny maszynowe przebudowywane do nowego standardu miały być pozbawiane lufy, chłodnicy wodnej, pompki oliwiącej naboje i skomplikowanego stałego magazynka. W ich miejsce miała być instalowana nowa ciężka lufa kalibru 8 mm i mechanizmy umożliwiające zasilanie przy pomocy taśmy amunicyjnej. Ponieważ przebudowa starych karabinów maszynowych była tańsza niż zakup nowej broni armia wybrała propozycję Fiata i przyjęła zmodernizowany karabin do uzbrojenia jako Mitragliatrice Fiat Mod.35 (używano też nazwy M14/35). Przebudowę starych M1914 zakończono w 1940.
W początkowym okresie II wojny światowej M1935 był podstawowym typem ciężkiej broni maszynowej włoskiej armii. Okazał się także jednym z najgorszych wzorów broni maszynowej. Usunięcie pompki oliwiącej naboje skutkowało zwiększeniem liczby zacięć (w części karabinów maszynowych zainstalowano ją ponownie). Zacięciom próbowano zapobiegać oliwiąc naboje w taśmie, ale to powodowało przylepianie się cząstek pyłu do taśmy i stawało się znów powodem zacięć. Ponieważ M1935 strzelał z zamka zamkniętego po zwolnieniu spustu do komory nabojowej rozgrzanej lufy był wprowadzany nabój. Powodowało to częste samozapłony (odpalenia naboju bez wciśniętego spustu). Problemem było też amunicja 8 mm odmienna od standardowej włoskiej 6,5 mm używanej do zasilania innych typów broni strzeleckiej.
Od 1937 roku do uzbrojenia zaczęto wprowadzać nowy ckm M1937, jednak M1935 pozostał na uzbrojeniu do końca wojny. Po jej zakończeniu został szybko wycofany z uzbrojenia.